# Star Raiders
Star Raiders (op de Atari ST beter bekend als ST Star Raiders) is een simulatiespel van Atari, oorspronkelijk uitgebracht voor de Atari 8 bit-familie in 1979. Het spel is ontworpen door Doug Neubauer, programmeur bij Atari, en was een van de eerste spellen voor de 8 bit-familie. Later verschenen versies voor de Atari 2600, Atari 5200 en de Atari ST.

## Gameplay
Het spel simuleert een driedimensionaal ruimtegevecht tussen het schip van de speler en de buitenaardse wezens. Neubauer wou een Star Trek-achtig actiespel ontwikkelen. In acht tot tien maanden had hij een prototype klaar, daarna verliet hij Atari om bij Hewlett-Packard in Oregon te gaan werken. Later maakte hij bekend dat het hem zes maanden duurde om het laatste level van het spel te bereiken.
Star Raiders gebruikte verschillende technieken die later symbool stonden voor de Atari 8 bit-spellen uit de jaren 80 van de twintigste eeuw. Zo kon de algemene simulatie gewoon actief blijven, terwijl de speler met een andere activiteit bezig was. De speler kon zo bijvoorbeeld tijdens het bekijken van de kaart worden aangevallen.